# 越姓
越姓（「越」，中古擬音：yat，切 ）是中文姓氏之一，在《百家姓》中排第366位。在现代他是极罕见的姓氏。

## 起源
越姓出自姒姓，一说出自芈姓，是以国为姓氏。为春秋时越王勾践之后。在南北朝时也有鲜卑复姓越勒氏、越强氏汉化后改为越姓。

## 郡望
- 晋阳：为太原郡治，今山西太原西南晋源镇。

## 延伸阅读
[在维基数据编辑]
 《百家姓》
 《欽定古今圖書集成·明倫彙編·氏族典·越姓部》，出自陈梦雷《古今圖書集成》